# فرانسوا بوغند
فرانسوا بوغند (بالفرنسية: François Beaugendre)‏ ولد بتاريخ 25 يوليو 1880، هو دراج فرنسي في صنف سباق الدراجات على الطريق.

## سجل النتائج

### سباقات أو مراحل فاز بها
- طواف فرنسا

## روابط خارجية
- فرانسوا بوغند على موقع أرشيف الدراجات (الإنجليزية)
- فرانسوا بوغند على موقع إحصائيات الدراجات الإحترافية (الإنجليزية)
- فرانسوا بوغند على موقع CycleBase (الإنجليزية)